# كريستي رينغ
كريستي رينغ (بالإنجليزية: Christy Ring)‏ هو لاعب قذف أيرلندي، ولد في 12 أكتوبر 1920 في Cloyne ‏ في جمهورية أيرلندا، وتوفي في 2 مارس 1979 في كورك في جمهورية أيرلندا بسبب نوبة قلبية.